# Далримпл, Джон Джеймс, 12-й граф Стэр
Джон Джеймс Гамильтон Далримпл, 12-й граф Стэр (англ. John James Hamilton Dalrymple, 12th Earl of Stair; 1 февраля 1879 — 4 ноября 1961) — шотландский военный и политик. Он носил титул учтивости — виконт Далримпл с 1903 по 1914 год.

## Происхождение
Родился 1 февраля 1879 года. Единственный сын Джона Далримпла, 11-го графа Стэра (1848—1914), и Сьюзан Харриет Грант-Сатти (1859—1946), дочери сэра Джеймса Гранта-Сатти, 6-го баронета, и леди Сьюзан Харриет Иннес-Кер. Он получил образование в школе Харроу в Лондоне и в Королевском военном колледже в Сандхерсте.

## Военная и политическая карьера
Джон Далримпл был произведен в чин второго лейтенанта в шотландской гвардии в феврале 1898 года и повышен до лейтенанта в октябре 1899 года. Он принял участие во Второй англо-бурской войне (1899—1902), где участвовал в походе по занятию столиц буров Блумфонтейна (март 1900 года) и Претории (июнь 1900 года), а также участвовал в сражениях при Даймонд-Хилле (11-12 июня 1900 года) и Бергендале (21-27 августа 1900 года).
После окончания военных действий в начале июня 1902 года он покинул Кейптаун на борту SS Orotava и прибыл в Саутгемптон в следующем месяце. Позднее он участвовал в Первой мировой войне. Он был захвачен немцами в плен во время Великого отступления в 1914 году и оставался пленником до 1917 года, когда он был репатриирован по медицинским причинам из-за ухудшения зрения . Он был награжден орденом «За выдающиеся заслуги» в 1919 году и вышел в отставку в том же году в звании подполковника.
Виконт Далримпл заседал в Палате общин Великобритании от Уигтауншира с 1906 по 1914 год.
2 декабря 1914 года после смерти своего отца Джон Джеймс Далримпл унаследовал титулы 12-го графа Стэра (Пэрство Шотландии), 13-го виконта Стэра (Пэрство Шотландии), 13-го лорда Гленлуса и Странраера (Пэрство Шотландии), 12-го лорда Ньюлистона, Гленлуса и Странраера (Пэрство Шотландии), 12-го виконта Далримпла (Пэрство Шотландии), 5-го барона Оксенфорда из Кусланда в графстве Мидлотиан (Пэрство Соединённого королевства), 9-го баронета Далримпла из Кусленда и 13-го баронета Далримпла из Стэра, став членом Палаты лордов Великобритании.
Лорд-верховный комиссар Генеральной Ассамблеи Церкви Шотландии (1927—1928) , президент влиятельной организации Cockburn Association (1931—1932), заместитель лейтенанта Мидлотиана (1931), капитан-генерал Королевской роты лучников, лорд-лейтенант Уигтауншира (1935—1961), кавалер Ордена Чертополоха (1937).

## Семья
20 октября 1904 года виконт Далримпл женился на Вайолет Эвелин Харфорд (? — 22 февраля 1968), единственной дочери полковника Фредерика Генри Харфорда и Флоренс Хелен Изабеллы Парсонс, внучке Лоуренса Парсонса, 2-го графа Росса, а также правнучке Генри Харфорда, последнего губернатора штата Мэриленд . У супругов шестеро детей:
- Леди Джин Маргарет Флоренс Далримпл (15 августа 1905 — 3 октября 2001), в 1931 году она вышла замуж за подполковника Артура Ниалла Тэлбота Рэнкина (1904—1965), офицера шотландской гвардии в чрезвычайном резерве. Она была фрейлиной королевы Елизаветы, королевы-матери, с 1947 по 1982 год[8].
- Джон Эймер Далримпл, 13-й граф Стэр (9 октября 1906 — 26 февраля 1996), старший сын и преемник отца.
- Леди Мэрион Вайолет Далримпл (1 февраля 1908 — 18 июня 1995)
- Капитан достопочтенный Хью Норт Далримпл (27 апреля 1910 — 24 мая 2012)
- Достопочтенный Эндрю Уильям Генри Далримпл (10 мая 1914 — 25 декабря 1945), соучредитель Chilton Aircraft, погиб в авиакатастрофе.
- Майор достопочтенный Колин Джеймс Далримпл (19 февраля 1920 — 12 января 2017).